# 2014年杭州公交车纵火案
2014年杭州公交车纵火案发生于2014年7月5日下午约17时03分，正行驶于东坡路与庆春路交叉口的7路公交车遭一男子纵火，最终事故造成32人受伤，其中20人重伤，一级重伤7人，二级重伤13人。

## 事件经过
遭到纵火的是7路公交车，所属于杭州市公共交通集团有限公司第一汽车分公司，是一辆混合动力车，车队编号为1-2636。起火车上有乘客约80人。后来的监控视频中查明系该车由庆春路右转至东坡路口时，犯罪嫌疑人向车厢内倾倒可燃物，并立即用打火机点燃。
7月6日，警方侦查发现，燃烧液体含有香蕉水成分，确认为纵火事件并初步锁定嫌疑人。7月7日，警方查明嫌疑人为包来旭，其已烧成重伤，仍在医院救治，警方开始对其监视居住。事发后，网上有“司机没有及时打开公交后门”的质疑，直到监控视频的公布，才以证明司机翁海生采取措施及时。在打开车门后，他砸窗钻出车并跑到车尾砸窗救人，路人和其一起加入了营救。消防车到来时，司机翁海生上前帮忙拉水管，直到火焰被熄灭。
最终事故造成32人受伤，其中20人重伤，一级重伤7人，二级重伤13人。

## 后续
2014年7月8日，杭州市见义勇为基金会召开的表彰大会上，杭州公交集团授予司机翁海生等7名勇士“见义勇为，乘客卫士”称号。
2015年1月19日，杭州市人民检察院对包来旭以放火罪提起公诉。1月28日，杭州市中级人民法院开庭审理此案，嫌疑人包来旭躺在病床上接受庭审询问。被告人包来旭烧伤面积达95%以上，半年治疗花费近170万元。包来旭当庭认罪，称因肺结核病治疗不好，而产生了轻生的念头。他表示将来愿意捐献器官，来得到公众谅解。2月12日，杭州市中级人民法院对纵火案进行一审宣判，被告人包来旭因犯放火罪，被判处死刑，剥夺政治权利终身。4月30日，包来旭被执行死刑，并未捐献器官和会见亲属。
纵火案事后，杭州公交集团加装了公交车的车载安全锤，并且加强了各项的培训和检查。涉事车辆在整修后，于2015年3月复出，后运营于杭州公交19路、杭州公交1路，现已报废。